# Włodzimierz Zieliński
Włodzimierz Zdzisław Zieliński (* 29. März 1955 in Mława) ist ein ehemaliger polnischer Handballspieler.

## Karriere

### Verein
Włodzimierz Zieliński lernte das Handballspielen in den Danziger Grundschulen Nr. 54 und Nr. 39, wo er bereits mit Piotr Cieśla zusammenspielte. In der Jugend lief der 1,89 m große linke Rückraumspieler für Wybrzeże Gdańsk auf. Bereits mit 15 Jahren debütierte er 1970 im Kader des polnischen Erstligisten Spójnia Gdańsk unter Trainer Janusz Czerwiński. Mit Spójnia erreichte er 1973 und 1974 den zweiten Platz der Liga. In acht Spielzeiten erzielte er über 900 Tore. Ab 1978 war er in Österreich für sieben Vereine aktiv und beendete seine Laufbahn erst mit 40 Jahren.

### Nationalmannschaft
Mit der polnischen Nationalmannschaft gewann Zieliński an der Seite seines Freundes Cieśla und unter Trainer Czerwiński bei den Olympischen Spielen 1976 in Montreal die Bronzemedaille. Im Turnier blieb er in zwei Einsätzen ohne Torerfolg.